# رسم خدمة

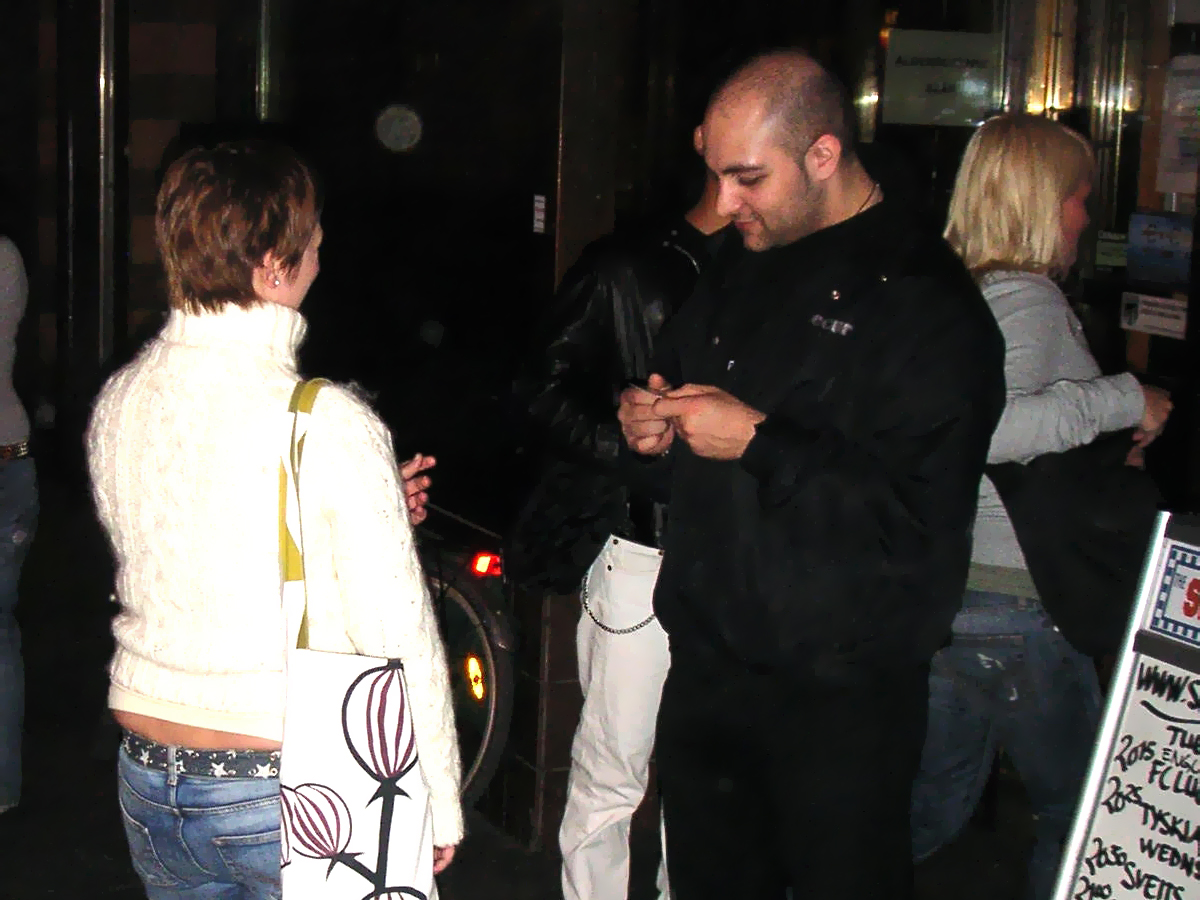
أحيانًا يكون حراس النادي مسؤولين عن تحصيل رسم الخدمة.

رسم الخدمة أو رسم الترفيه هي رسوم دخول تُفرَض أحيانًا في الحانات أو النوادي الليلية أو المطاعم . يعرّفها قاموس التراث الأمريكي على أنها "مبلغ ثابت يضاف إلى الفاتورة في ملهى ليلي أو مطعم للترفيه أو الخدمة". 